# Canton d'Aubenas-1
Le canton d'Aubenas-1 est une circonscription électorale française du département de l'Ardèche, créée par le décret du 24 février 2014 et entrée en vigueur lors des élections départementales de 2015.

## Histoire
Un nouveau découpage territorial de l'Ardèche entre en vigueur en mars 2015, défini par le décret du 13 février 2014, en application des lois du 17 mai 2013 (loi organique 2013-402 et loi 2013-403). Les conseillers départementaux sont, à compter de ces élections, élus au scrutin majoritaire binominal mixte. Les électeurs de chaque canton élisent au Conseil départemental, nouvelle appellation du Conseil général, deux membres de sexe différent, qui se présentent en binôme de candidats. Les conseillers départementaux sont élus pour six ans au scrutin binominal majoritaire à deux tours, l'accès au second tour nécessitant 12,5 % des inscrits au premier tour. En outre la totalité des conseillers départementaux est renouvelée. Ce nouveau mode de scrutin nécessite un redécoupage des cantons dont le nombre est divisé par deux avec arrondi à l'unité impaire supérieure si ce nombre n'est pas entier impair, assorti de conditions de seuils minimaux. En Ardèche, le nombre de cantons passe ainsi de 33 à 17. Le canton d'Aubenas-1 fait partie des huit nouveaux cantons du département, les neuf autres cantons portant la dénomination d'un ancien canton, mais avec des limites territoriales différentes.

## Représentation
| Période élective | Période élective | Mandat | Mandat                   | Identité             | Nuance | Nuance | Qualité                                                                                             |
| ---------------- | ---------------- | ------ | ------------------------ | -------------------- | ------ | ------ | --------------------------------------------------------------------------------------------------- |
| 2015             | 2021             | 2015   | 2021                     | Jean-Pierre Constant |        | LR     | Agriculteur Maire d'Aubenas (2006-2018)                                                             |
| 2015             | 2021             | 2015   | octobre 2020 (démission) | Anne Ventalon        |        | LR     | Professeur d'anglais, conseillère municipale de Vals-les-Bains Sénatrice depuis le 1er octobre 2020 |
| 2015             | 2021             | 2020   | en cours                 | Cécile Duchamp       |        | DVD    | Cadre, première adjointe au maire de Labégude                                                       |
| 2021             | 2028             | 2021   | en cours                 | Cécile Duchamp       |        | DVD    | Conseillère sortante Conseiller(e) départemental(e) délégué(e) chargée du budget                    |
| 2021             | 2028             | 2021   | en cours                 | Jean-Yves Meyer      |        | UDI    | Dermatologue Maire d'Aubenas Conseiller(e) départemental(e) délégué(e) chargé()e du tourisme        |

### Résultats détaillés

#### Élections de mars 2015
À l'issue du premier tour des élections départementales de 2015, deux binômes sont en ballottage : Jean-Pierre Constant et Anne Ventalon (UMP, 35,77 %) et Jean-Pierre Mejean et Claudine Pawloff (FN, 21,1 %). Le taux de participation est de 54,26 % (7 313 votants sur 13 477 inscrits) contre 55,97 % au niveau départemental et 50,17 % au niveau national.
Au second tour, Jean-Pierre Constant et Anne Ventalon (UMP) sont élus avec 72,1 % des suffrages exprimés et un taux de participation de 52,42 % (4 319 voix pour 7 031 votants et 13 412 inscrits).

#### Élections de juin 2021
Le premier tour des élections départementales de 2021 est marqué par un très faible taux de participation (33,26 % au niveau national). Dans le canton d'Aubenas-1, ce taux de participation est de 34,76 % (4 504 votants sur 12 958 inscrits) contre 37,36 % au niveau départemental. À l'issue de ce premier tour, deux binômes sont en ballottage : Cécile Duchamp et Jean-Yves Meyer (Union à droite, 38,99 %) et Claire Herlic et Rémi Teston (Union à gauche avec des écologistes, 25,52 %).
Le second tour des élections est marqué une nouvelle fois par une abstention massive équivalente au premier tour. Les taux de participation sont de 34,3 % au niveau national, 40,7 % dans le département et 38,47 % dans le canton d'Aubenas-1. Cécile Duchamp et Jean-Yves Meyer (Union à droite) sont élus avec 54,9 % des suffrages exprimés (2 533 voix pour 4 979 votants et 12 943 inscrits),,.

## Composition
| Nom                             | Code Insee | Intercommunalité       | Superficie (km2) | Population (dernière pop. légale)               | Densité (hab./km2) | Modifier                                    |
| ------------------------------- | ---------- | ---------------------- | ---------------- | ----------------------------------------------- | ------------------ | ------------------------------------------- |
| Aubenas (bureau centralisateur) | 07019      | CC du Bassin d'Aubenas | 14,32            | Fraction : 7 120 (2022) Commune : 12 488 (2022) | 872                | modifier les données · modifier les données |
| Aizac                           | 07003      | CC du Bassin d'Aubenas | 6,65             | 172 (2022)                                      | 26                 | modifier les données · modifier les données |
| Genestelle                      | 07093      | CC du Bassin d'Aubenas | 21,43            | 269 (2022)                                      | 13                 | modifier les données · modifier les données |
| Juvinas                         | 07111      | CC du Bassin d'Aubenas | 8,43             | 186 (2022)                                      | 22                 | modifier les données · modifier les données |
| Labastide-sur-Bésorgues         | 07112      | CC du Bassin d'Aubenas | 17,29            | 282 (2022)                                      | 16                 | modifier les données · modifier les données |
| Labégude                        | 07116      | CC du Bassin d'Aubenas | 3,12             | 1 376 (2022)                                    | 441                | modifier les données · modifier les données |
| Lachamp-Raphaël                 | 07120      | CC Montagne d'Ardèche  | 14,09            | 66 (2022)                                       | 4,7                | modifier les données · modifier les données |
| Laviolle                        | 07139      | CC du Bassin d'Aubenas | 13,84            | 99 (2022)                                       | 7,2                | modifier les données · modifier les données |
| Mézilhac                        | 07158      | CC du Bassin d'Aubenas | 26,66            | 99 (2022)                                       | 3,7                | modifier les données · modifier les données |
| Saint-Andéol-de-Vals            | 07210      | CC du Bassin d'Aubenas | 16,65            | 529 (2022)                                      | 32                 | modifier les données · modifier les données |
| Saint-Joseph-des-Bancs          | 07251      | CC du Bassin d'Aubenas | 12,89            | 191 (2022)                                      | 15                 | modifier les données · modifier les données |
| Saint-Julien-du-Serre           | 07254      | CC du Bassin d'Aubenas | 9,78             | 874 (2022)                                      | 89                 | modifier les données · modifier les données |
| Ucel                            | 07325      | CC du Bassin d'Aubenas | 5,54             | 2 031 (2022)                                    | 367                | modifier les données · modifier les données |
| Vallées-d'Antraigues-Asperjoc   | 07011      | CC du Bassin d'Aubenas | 21,93            | 852 (2022)                                      | 39                 | modifier les données · modifier les données |
| Vals-les-Bains                  | 07331      | CC du Bassin d'Aubenas | 19,20            | 3 479 (2022)                                    | 181                | modifier les données · modifier les données |
| Canton d'Aubenas-1              | 0703       |                        |                  | 17 625 (2022)                                   |                    | modifier les données                        |

Le canton d'Aubenas-1 comprenait à sa création :
1. Quinze communes entières ;
2. La partie de la commune d'Aubenas située à l'ouest d'une ligne définie par l'axe des voies et limites suivantes : depuis la limite territoriale de la commune de Saint-Étienne-de-Fontbellon, boulevard Jean-Mathon, rue du Docteur-Saladin, boulevard Jean-Mathon, rue Jean-Mermoz, rue Georges-Couderc, chemin de l'Emeraude, rue de la Pailhouse, rue Louis-Vidal, avenue de Boisgival, boulevard Camille-Laprade, avenue Léonce-Verny, chemin des Anes, route de Vals, voie communale 12, route nationale 102, ligne droite dans le prolongement du chemin du Mercoire, chemin du Mercoire, jusqu'à la limite territoriale de la commune d'Ucel.

À la suite de la fusion, au 1er janvier 2019, de Antraigues-sur-Volane et de Asperjoc pour former la commune de Vallées-d'Antraigues-Asperjoc, le nombre de communes entrières descend à 14.

## Démographie
En 2022, le canton comptait 17 625 habitants, en évolution de +1,23 % par rapport à 2016 (Ardèche : +2,48 %, France hors Mayotte : +2,11 %).
| 2013   | 2018   | 2022   |
| ------ | ------ | ------ |
| 17 003 | 17 520 | 17 625 |